# 利安德罗·古埃塔
利安德罗·古埃塔（西班牙語：Leandro Guaita，1986年5月19日—），是一名阿根廷职业足球运动员，司职边锋。

## 职业生涯
古埃塔出生在阿根廷拉普拉塔，早期在家乡球队拉普拉塔大学生接受职业足球训练并在大学生队开始职业足球生涯。2004年，他转投瑞士足球超级联赛球队巴塞尔，但仅能在青年队比赛。2005年加盟意大利足球乙级联赛球队维琴察。古埃塔没能在维琴察站稳脚跟，在2006年至2010年期间先后效力于萨普利、努奥雷斯、阿尔盖罗、圣马力诺、波吉邦西和卡萨拉诺维图斯等数家意大利低级别联赛球队。
2011年夏季，古埃塔和厄瓜多尔足球甲级联赛球队何塞特兰独立签约。他在2011赛季第二阶段联赛中出场18次，射进1球，帮助球队保级成功。2012年1月，古埃塔加盟德国足球丙级联赛球队威斯巴登。1月24日，他在威斯巴登1比1战平云达不莱梅II的比赛第69分钟替补出场，完成在德丙联赛的首秀，这也是他唯一一次代表威斯巴登一线队出场。之后他还代表威斯巴登II在地区联赛登场一次。3月20日，古埃塔和威斯巴登经过谈判提前终止合同。
2012年7月12日，古埃塔和中国足球甲级联赛球队深圳红钻签订了一份为期半年的短期合同。7月21日，古埃塔在深圳红钻主场1比0击败天津松江的比赛最后时刻替补乐山孝志出场，第一次代表深圳红钻亮相。他为深圳红钻在中甲联赛出场11次，其中10次是作为替补登场，射进1球，赛季结束后没有得到球队的续约合同。